# Accidente ferroviario de Salisbury de 1906
El accidente ferroviario de Salisbury ocurrió en Inglaterra el 1 de julio de 1906, cuando un tren de los servicios marítimo-ferroviarios que iba de Plymouth a Londres no logró pasar por una curva cerrada cuando circulaba a más del doble del límite de velocidad establecido, y chocó contra otro tren, matando a 28 personas. Se cree que el maquinista estaba tratando de demostrar la velocidad del servicio, en competencia con una compañía ferroviaria rival.

## Incidente
El tren de enlace marítimo de la compañía del Ferrocarril de Londres y del Suroeste (LSWR) que iba desde la estación de Devonport Stonehouse Pool a la estación de Waterloo en Londres no logró sortear una curva muy cerrada en el extremo este de la estación de Salisbury. La curva tenía una limitación de velocidad de 30 millas por hora (48,3 km/h), pero el expreso viajaba a más de 70 millas por hora (112,7 km/h). El tren descarriló por completo y chocó contra un tren lechero y una locomotora ligera, matando a 28 personas, incluido el maquinista y dos fogoneros.
El accidente se produjo aproximadamente en el momento en que una compañía rival, el Great Western Railway, había inaugurado un baipás en la línea que cubría el mismo itinerario, y se dijo que el maquinista del tren accidentado estaba tratando de demostrar que su ferrocarril era capaz de alcanzar velocidades competitivas. También se rumoreó que los pasajeros, en su mayoría neoyorquinos ricos que viajaban a Londres desde el puerto transatlántico de Plymouth, habían sobornado al maquinista para que hiciera funcionar el tren lo más rápido posible, pero no había pruebas de ello y, en todo caso, el tren ya había perdido tiempo anteriormente. Por el contrario, se afirmó que los trenes solían atravesar Salisbury muy rápido para "ganar ventaja" en la siguiente colina.

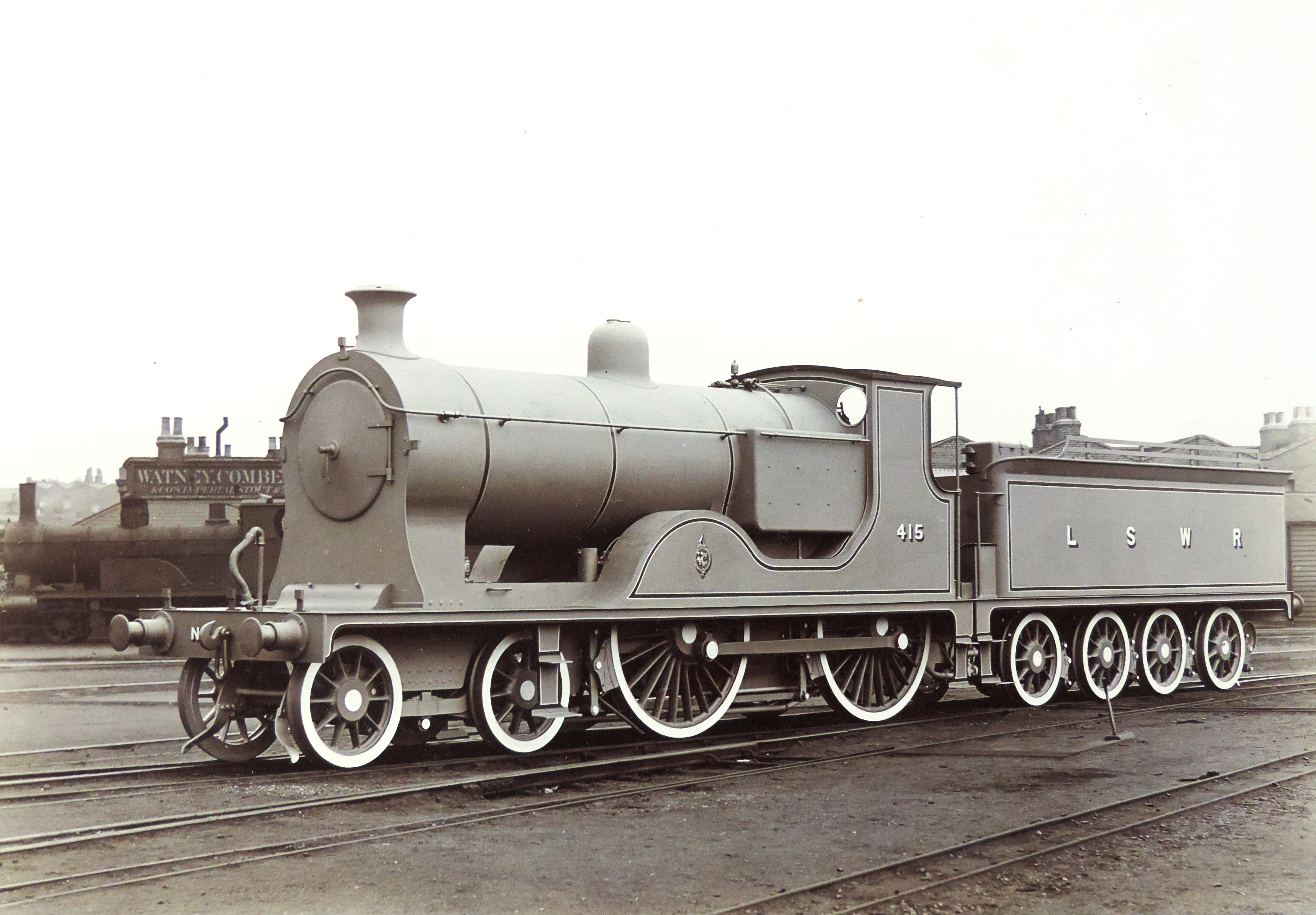
Locomotora LSWR Clase L12 4-4-0 No. 415, similar a la que sufrió el accidente

La locomotora del tren accidentado era la reciente LSWR Clase L12 4-4-0 No. 421, con un centro de masas más alto que las de la Clase T9 anterior. La causa más probable del accidente es que el maquinista no se diera cuenta del nivel de riesgo que corría, sobre todo porque era la primera vez que conducía un tren sin paradas a través de Salisbury. En aquel momento, y durante medio siglo después, las Locomotoras de vapor no estaban equipadas con velocímetro.
Como resultado del accidente, a partir de entonces todos los trenes tuvieron que detenerse en la estación de Salisbury (los trenes de vapor de la época no tenían paradas de pasajeros entre Plymouth y Waterloo, aunque se cambiaban las locomotoras en Templecombe). El límite de velocidad en la curva situada al este de Salisbury también se redujo a 15 millas por hora (24,1 km/h), un límite que todavía está vigente hoy en día.

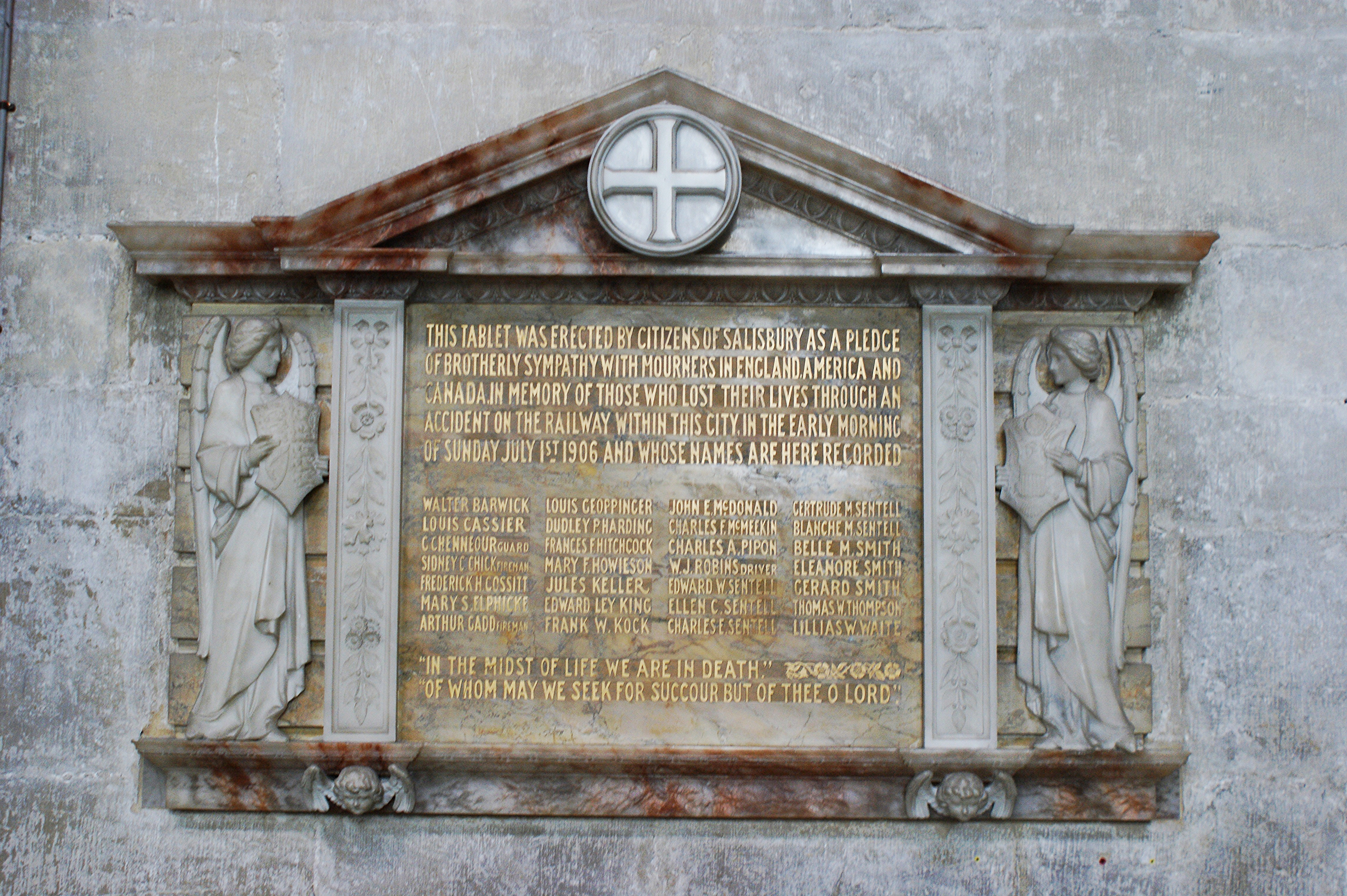
Lápida conmemorativa en la Catedral de Salisbury

Existe una placa conmemorativa a los 28 muertos (incluido el maquinista, dos fogoneros y el revisor) en la Catedral de Salisbury.
El accidente fue el segundo de una serie de tres descarrilamientos debidos al exceso de velocidad durante la noche en un período de 16 meses. Los otros se produjeron en Grantham en 1906 y Shrewsbury en 1907. Los tres causaron víctimas mortales, incluidas las tripulaciones. La causa en cada caso se registró como un error del maquinista, pero ha habido mucha especulación desde entonces.

### Accidentes similares
- Accidente ferroviario de Amagasaki, Japón, 2005: exceso de velocidad en una curva cerrada
- Accidente ferroviario de Santiago de Compostela, España, 2013
- Descarrilamiento de Eckwersheim, Francia, 2015
- Accidentes ferroviarios de Morpeth, Inglaterra, 1969, 1984, 1994 (tres ocasiones): exceso de velocidad en una curva cerrada